# Общество возрождения исламского наследия
Общество возрождения исламского наследия (араб. جمعية إحياء التراث الإسلامي‎ — Джам’ият Ихъя ат-Турас аль-Ислами) — международная спонсорская благотворительная организация. Штаб-квартира в Эль-Кувейте. Создано в 1982 году.

## Статус
В Кувейте имеет статус неправительственной благотворительной организации.
Функционирует под эгидой министерства социальной защиты и занятости Кувейта.

## Структурные комитеты
- Комитет призыва и наставлений.
- Комитет исламских проектов.
- Комитет закята и милостыни.
- Женский комитет.

## Запрет в России
В 2003 году Верховный Суд Российской Федерации признал «Общество возрождения исламского наследия» («Джамият Ихья ат-Тураз аль-Ислами») террористической организацией и запретил её деятельность в Российской Федерации. Суд счёл, что деятельность (исламистская пропаганда в сочетании с религиозной нетерпимостью; раскол общества и создание обстановки благоприятной для отделения «мусульманских регионов от окружающего неисламского мира»; тайное «финансирование вооружённого джихада на Северном Кавказе») организации осуществлявшаяся под прикрытием благотворительных программ «содействует осуществлению главной цели салафитов, совпадающую с целью „Братьев-мусульман“» направленной на свержение неисламских правительств и создания исламского государства, «первоначально в регионах с преимущественно мусульманским населением, включая Россию и другие страны СНГ».